# NRJ Music Award de la collaboration internationale de l'année
 (mai 2025).
Si vous disposez d'ouvrages ou d'articles de référence ou si vous connaissez des sites web de qualité traitant du thème abordé ici, merci de compléter l'article en donnant les références utiles à sa vérifiabilité et en les liant à la section « Notes et références ».
Le prix de la Collaboration internationale de l'année est une récompense musicale décernée lors des NRJ Music Awards.

## Palmarès
| Année                | Artiste                         |
| -------------------- | ------------------------------- |
| 2020 (Paris Edition) | Lady Gaga feat. Ariana Grande   |
| 2021                 | Coldplay feat. BTS              |
| 2022                 | Camila Cabello feat. Ed Sheeran |
| 2023                 | Rosalía feat. Rauw Alejandro    |
| 2024                 | Lady Gaga feat. Bruno Mars      |